# 温德贝格
温德贝格是德国巴伐利亚州的一个市镇。总面积7.97平方公里，总人口1050人，其中男性542人，女性508人（2011年12月31日），人口密度132人/平方公里。